# François Valisset
François Valisset est un peintre français né à Troyes vers 1575, actif à Aix-en-Provence entre 1595 et 1651.

## Biographie
François Valisset est le fils de François Valisset, marchand, et de Marguerite Guitre, d'après l'acte de son premier mariage. Il se marie une première fois par contrat du 30 novembre 1598, à Aix-en-Provence, avec François Guigou, fille d'Antoine Guigou, serrurier d'Aix. Devenu veuf, il se marie une seconde fois, le 12 septembre 1621 avec Louis Borrel.
Il est venu de Troyes à Aix-en-Provence avec son ami Jacques Macadré (Troyes vers 1573-Aix-en-Provence 1620), descendant d'une famille de peintres verriers troyens.  Ils ont probablement dus quitter Troyes après les troubles nés des affrontements entre catholiques et protestants. Un nombre assez importants de peintres de cette ville se sont installés à Aix-en-Provence, entre 1570 et 1580. Son père est déclaré décédé au moment de son premier mariage. C'est à Jacques Macadré qu'il donné des procurations pour qu'il liquide la succession de son père, à Troyes.

## Œuvres
Si les commandes de ses peintures sont citées dans les archives, peu de celles-ci nous sont parvenues. On peut citer les prix-fait du château de La Tour-d'Aigues mentionnant les peintures réalisées en 1610 pour le décor du donjon, la peinture et la dorure d'un panneau de la chapelle et du 21 décembre 1610 pour la peinture et la dorure de la moitié de la grande galerie pour un prix de 3 000 livres. Le peintre était présent dans le château depuis 1608. Il devait avoir déjà réalisé la première moitié.
On peut voir la Vierge du Rosaire dans la chapelle du Rosaire de l'église Notre-Dame-de-l'Assomption d'Esparron qui a été commandée en février 1628 par Marguerite de Forbin après la mort de son mari, Charles d'Arcussia, seigneur du lieu.

## Famille
- François Valisset, marchand, marié à Marguerite Guitre,
  - François Valisset (vers 1575-après 1665), marié par contrat du 30 novembre 1598, en premières noces à Françoise Guigou, fille d'Antoine Guigou, serrurier à Aix. Ils ont eu sept enfants, dont :
    - Marguerite Valisset ( -1679) mariée le 28 mai 1629 avec Antoine Cellony (vers 1613-vers 1675),
      - Pierre Cellony (1636-vers 1692) marié le 22 avril 1657 avec Delphine Tassy (1634- ) ou Taxi, fille d'Antoine Tassy, marchand en gros originaire de Pourrières, et d'Honorade Pourrières,
        - Joseph Cellony (1662-1731), maître peintre, marié avec Chrétienne Boyer, fille d'Honoré Boyer, maître gantier, et de Gabrielle Reynaud,
          - Joseph André Cellony (1696-1746), maître peintre, mariée le 8 février 1729 avec Victoire Escalier, fille de Jean-Louis Escalier, décédé, marchand droguiste, et de Marie Magdeleine Perrinet,
            - Joseph II Cellony (Aix 1730-Paris 1786), maître peintre,
            - Jean-Louis Cellony (Aix 1732-Aix 1819), procureur au parlement d'Aix, marié en 1799 avec Marguerite Ursule Figuière (morte en 1813), veuve de Pierre Florent Grange,
            - Gaspard Cellony (Aix 1743-Aix 1794), procureur au parlement d'Aix, héritier universel de Joseph II Cellony, franc-maçon à la loge de L'Étroite Observance des Amis Réunis

      - Diane Cellony (1645-1705), mariée le 18 octobre 1665 à Timothée Laroche (1623-1685),
        - Antoine Laroche (avant 1683-après1740), orfèvre, marié le 20 août 1699 avec Claire Michel
          - Anne Laroche (vers 1713-1771) mariée avec Jean Arquier (1693-1781) fabricant de chandelier,

    - Pierre Valisset (1602-après 1645), maître peintre, marié le 28 mai 1629 avec Anne Cellony, sœur d'Antoine Cellony,
    - Charles Valisset (vers 1605-1695), maître peintre et doreur, marié la 28 mai 1629 avec Madeleine Cellony, sœur d'Anne,
      - François II Valisset (vers 1631-1698), maître peintre. Il fait son testament le 6 septembre 1698 faisant de son neveu Nicolas Palme son héritier universel,
      - Jeanne Valisset (1634- ) mariée le 26 février 1656 avec François Palme (vers 1635-1686), maître peintre, natif de Lucques, fils de Paul Palme et de Jeanne Cordoue[2],
        - Charles Palme (1657-1714), maître peintre, marié le 13 février 1689 avec Marguerite Manosque, fille d'Antoine Manosque et de Honorade Isautière. Il a été peintre de portraits,
          - Marc-Antoine Palme (1691-après 1733). Il fait son testament le 2 mars 1733.

        - Nicolas Palme, prêtre de la cathédrale Saint-Sauveur,
        - Laurent Palme (1668-après 1720), peintre, marié à Marseille le 17 juillet 1705 avec Élisabeth Eydoux, fille de Jérôme Eydoux et d'Anne de Beaulieu,

    - Jean Valisset (vers 1616-1688), maître doreur, marié à Madeleine Maugouvert,
      - Hugues Valisset (vers 1659-1714), maître doreur, marié à Aix en premières noce, le 3 octobre 1689 à Catherine Cuiret. Il se remarie avec Magdelene Mazet dont il a eu un fils,
        - Eléazar Valisset (1695- ), maître doreur, marié le 20 juin 1719 avec Thérèse Routier, fille de Claude Routier, sculpteur et de Magdelene Curet,
        - Simon Valisset (1721- ), maître doreur

  - François Valisset, marié en secondes noces par contrat du 12 septembre 1621 avec Louise Borrel,
    - Françoise Valisset (1622- )